# Blondel & Crépin
Automobiles et Moteurs Électriques Blondel & Crépin war ein französischer Hersteller von Automobilen.

## Unternehmensgeschichte
Das Unternehmen hatte seinen Standort am Boulevard Baraban 13 in Amiens. 1901 begann die Produktion von Automobilen. Der Markenname lautete Blondel & Crépin. 1905 endete die Produktion.

## Fahrzeuge
Das Unternehmen stellte Elektroautos her. Für den Antrieb sorgten selbst hergestellte Elektromotoren.